# Clariger
Clariger es un género de peces de la familia de los Gobiidae en el orden de los Perciformes.

## Especies
Se reconocen seis especies dentro del género:
- Clariger chionomaculatus Shiogaki, 1988
- Clariger cosmurus D. S. Jordan & Snyder, 1901
- Clariger exilis Snyder, 1911
- Clariger papillosus Ebina, 1935
- Clariger taiwanensis Jang-Liaw, Y. H. Gong & I. S. Chen, 2012